# Book of Miri
Book of Miri er en dokumentarfilm fra 2009 instrueret af Katrine Philp.

## Handling
Miri bor alene med sine to katte i en forstad til Linköping, Sverige. Hun arbejder på et bibliotek. Lever et isoleret liv - tilbagetrukket fra den virkelige verden. Hver dag tager hun billeder af sig selv og lægger dem på nettet. Hun skriver en personlig blog. Skriver om sin dagligdag og deler sine tanker med hvem der har lyst til at læse med...